# Битва на мосту Корнеллана
Битва на мосту Корнеллана — состоявшееся в 842 году в селении Корнеллана (лат. Curniana; ныне деревушка в муниципалитете Салас, Астурия) сражение между войсками узурпатора Непоциана, захватившего власть в Астурийском королевстве после смерти короля Альфонсо II, и Рамиро, законного преемника умершего монарха.
Сражение произошло на мосту через реку Нарсеа. Во время боя сторонники Непоциана покинули своего командира и бежали. Это позволило Рамиро уже без помех занять освободившийся астурийский трон.